# فاتح أيدين
فاتح أيدين (بالتركية: Nuri Fatih Aydın)‏ (1995 في تركيا - ) هو لاعب كرة قدم تركي في مركز الوسط. شارك مع منتخب تركيا تحت 16 سنة لكرة القدم ومنتخب تركيا تحت 17 سنة لكرة القدم ومنتخب تركيا تحت 18 سنة لكرة القدم. أما مع النوادي، فقد لعب مع إسكيشهرسبور وÇanakkale Dardanelspor ‏ وBozüyükspor ‏.

## وصلات خارجية
- فاتح أيدين على موقع الاتحاد الأوربي (الإنجليزية)
- فاتح أيدين على موقع اتحاد تركيا (لاعب) (الإنجليزية)
- فاتح أيدين على موقع قاعدة بيانات كرة القدم.إي يو (الإنجليزية)
- فاتح أيدين على موقع Soccerway.com (الإنجليزية)
- فاتح أيدين على موقع عالم كرة القدم.نت (الإنجليزية)